# Combined endeavour
Combined Endeavour är en interoperabilitetsövning för militära sambandssystem som årligen sker på den tyska militärbasen i Baumholder. Deltagande nationer provar under några veckor sina sambandssystem mot varandra för att fastställa hur interoperabla de är. Resultatet redovisas till testledningen som efter övningen sammanställer alla resultat i en stor databas. Denna databas används sedan för till exempel planering av sambandssystem vid multinationella övningar och internationella insatser.